# Акимов, Дмитрий Сергеевич (Георгиевский кавалер)
Дми́трий Серге́евич Аки́мов (1756—1819) — капитан-командор российского флота (1817) в отставке.

## Биография
Поступив во флот штурманским учеником в мае 1768 года, первые 20 лет своей службы много плавал на военных судах в Азовском, Чёрном и Средиземном морях, а также в Архипелаге (1769—1775), и несколько лет был учителем навигации в Таганрогской штурманской роте. Переведённый в 1787 году в строевой флот мичманом, он участвовал под командованием адмирала Ушакова в сражении с турецким флотом при Калиакрии (1791). Лейтенант флота (январь 1789). Участвовал в строительстве Севастополя. Адмирал Ушаков неоднократно давал положительные рекомендации Д. С. Акимову. В 1797—1805 году он участвовал в описи корабельных лесов в Екатеринославской и Херсонской губерниях. Чин капитана-лейтенанта, дающего право на наследственное дворянство и владение населенными имениями, он получил в 1803 году. Особенно он отличился в войне с турками в 1806—1812 годов.
Командированный перед началом войны на Дунай, он сформировал в Галаце флотилию из рыбацких лодок и купеческих судов, а потом построил там же канонерские лодки, баркасы и катера и, командуя этой флотилией, участвовал в штурме Браилова, при взятий крепостей Исакчи и Тульчи (1809) и в бомбардировании Силистрии и Рущука (1810). Своей военной деятельностью на Дунае Акимов заслужил особенное доверие и расположение своих начальников. При Браилове М. И. Голенищев-Кутузов писал ему: «Все, что вы ни делаете, все ваши предприятия не иначе приемлю я, как с истинным чувством должного к вам уважения, и главнокомандующий разделяет обще со мной мои к вам чувствования». В награду за отличные действия на Дунае Акимов получил досрочно два флотских чина — капитана 2-го ранга (с марта 1810) и капитана 1-го ранга (с февраля 1812) и ордена св. Владимира 4-й и 3-й степеней. За 18 морских кампаний был награждён орденом Св. Георгия 4-го класса (1810). В 1812—1813 годах командовал 10-м гребным экипажем в Николаеве. 31 мая 1817 года он оставил службу и при отставке был награждён чином капитан-командора флота, и за свыше 40 лет флотской службы — пенсией в размере полного жалования.